# Cravo-alaúde

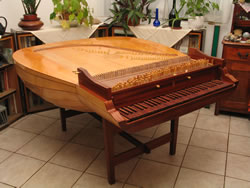
Um exemplar de cravo-alaúde

O cravo-alaúde, ou lautenwerck (ou lautenwerk), foi um instrumento musical de teclado Europeu do Período Barroco. Ele era similar a um cravo, mas com catgut ao invés de cordas de metal, produzindo assim um som mais doce.
Este instrumento foi apreciado por J. S. Bach, quem possuía dois destes instrumentos na época de seu falecimento, mas não há nenhum exemplar do século XVIII que tenha sobrevivido até os nossos dias. Ele ressurgiu no século XX nas mãos de fabricantes de cravos: Willard Martin, Keith Hill e Steven Sorli. E dois dos instrumentistas de cravo-alaúde mais proeminentes atualmente são os especialistas em música antiga Gergely Sárközy e Robert Hill.
1. ↑  FERGUSON, HOWARD (1967). «BACH'S 'LAUTEN WERCK'». Music and Letters (3): 259–264. ISSN 0027-4224. doi:10.1093/ml/xlviii.3.259. Consultado em 5 de novembro de 2024